# Osnova (magazine)
Ne doit pas être confondu avec Osnova (parti politique).
Le magazine ukrainien Osnova (основа signifie « la base » en français) a été publié entre 1861 et 1862 à Saint-Pétersbourg. Il contenait des articles consacrés à la vie et aux coutumes du peuple ukrainien, notamment sur leurs costumes et traditions de mariage. Les personnalités associées au magazine Osnova incluent des intellectuels ukrainiens tels que Volodymyr Antonovych et Tadei Rylsky, ainsi que le poète Pavlo Chubinsky.
Dans l'Empire russe, l’expression de la culture et surtout de la langue ukrainienne était persécutée. Cette persécution était motivée par la peur qu'une nation ukrainienne prenne conscience de soi et menace l'unité de l'Empire. Par exemple, en 1811, par l'ordre du gouvernement russe l'Académie Mohyla de Kiev (ouverte depuis 1632) fut fermée et interdite. En 1847, la confrérie des saints Cyrille et Méthode fut arrêtée. La même année, Taras Shevchenko fut arrêté et exilé pendant dix ans et interdit de s'exprimer en raison de ses activités politiques. En 1862 Pavlo Chubinsky, associé à Osnova, fut exilé pendant sept ans en Ukraine à Arkhangelsk,. Le magazine Osnova a été interrompu pour des raisons financières, il n'a pas été acheté.